# Francho Serrano
Pour les articles homonymes, voir Serrano.
Francho Serrano, né le 17 octobre 2001 à Saragosse en Espagne, est un footballeur espagnol qui évolue au poste de milieu central au Real Saragosse.

## Biographie

### En club
Né à Saragosse en Espagne, Francho Serrano est formé par le club de sa ville natale, le Real Saragosse. Il joue son premier match en professionnel le 1er novembre 2020, lors d'une rencontre de deuxième division espagnole face au RCD Majorque. Il est titularisé et les deux équipes se neutralisent (0-0),.
Serrano inscrit son premier but en professionnel le 16 décembre 2020, lors d'une rencontre de coupe d'Espagne face au Gimnástica de Torrelavega. Il entre en jeu à la place d'Haris Vučkić, lors de cette rencontre remportée par son équipe dans les prolongations (0-2 score final),.
Le 26 août 2024, Serrano donne la victoire à son équipe lors d'une rencontre de championnat face au FC Cartagena en marquant le but victorieux de Saragosse dans le temps additionnel (1-2 score final).

### En sélection
Francho Serrano compte une seule sélection avec l'équipe d'Espagne des moins de 19 ans, obtenue le 26 février 2020, face au Danemark. Il entre en cours de jeu lors de cette partie qui se solde sur le score de un partout.
Francho Serrano est convoqué pour la première fois avec l'équipe d'Espagne espoirs en août 2021, en compagnie de deux de ses coéquipiers au Real Saragosse, Alejandro Francés et Iván Azón,. Il joue son premier match avec les espoirs le 7 septembre 2021, face à la Lituanie. Il entre en jeu à la place d'Antonio Blanco lors de cette rencontre remportée par les espagnols (0-2 score final).